# Taraxacum sublaciniosum
Taraxacum sublaciniosum — вид квіткових рослин з підродини цикорієвих (Cichorioideae).

## Поширення
Норвегія, Швеція, Фінляндія, Польща, Естонія, Білорусь, Росія, Україна.

## Біоморфологічна характеристика
Це багаторічна рослина. Належить до Taraxacum sect. Taraxacum.